# Внутрішня політика Ізраїлю
Держава Ізраїль — парламентська республіка, на чолі якої стоїть президент з символічними повноваженнями. Президент призначає прем'єр-міністра, ґрунтуючись на рекомендації більшості членів Кнесету Ізраїлю. Прем'єр-міністр є главою кабінету міністрів, що користується підтримкою депутатів кнесету.
Законодавчу владу представляє Кнесет Ізраїлю, що складається з 120 членів, що обираються на основі загальних виборів раз на чотири роки або раніше, у разі саморозпуску кнесету. Населення Ізраїлю голосує за партійними списками, складеними на основі попередніх виборів в самих партіях або виборних комісіях партій. Кожен список, який набрав більше 2 % голосів виборців, представлений в кнесеті.
У 90-х роках XX століття, система виборів в Ізраїлі була змінена і голосування проводилося двома бюлетенями, один за прем'єр-міністра-другий за партійний список. Це призвело до розпорошення голосів і нестійкості коаліційного уряду, і в кінцевому підсумку була скасована.
В Ізраїлі немає Конституції, незважаючи на те, що в Декларації незалежності вона передбачена. Замість Конституції в Ізраїлі використовуються Основні закони держави, прийняті Кнесетом.

## Виконавча влада
Виконавча влада Ізраїлю представлена урядом Ізраїлю, з прем'єр-міністром на чолі. На сьогоднішній день прем'єр-міністром є Біньямін Нетаньяху, який очолює 32-й уряд Ізраїлю.

## Законодавча влада
Законодавча влада в Ізраїлі представлена ізраїльським парламентом — Кнесетом. Своє ім'я Кнесет отримав в пам'ять про зборах старійшин єврейського народу в часи Другого Храму, який називався Великий Кнесет (івр. כנסת הגדולה).

## Партійна діяльність
Ізраїльські партії представляють весь спектр політичних та економічних переваг населення країни. Основна суперечка між партіями Ізраїлю ведеться в питанні безпеки Ізраїлю та ставлення до мирного процесу між Ізраїлем та його арабськими сусідами. За цими принципами визначається належність тієї чи іншої партії до правому або лівому флангах ізраїльської політики.

### Праві партії
Праві партії в нинішньому кнесеті представлені фракціями Лікуд, Наш дім Ізраїль, Іхуд Леумі і Байт Йегуди. Загальна ідея цих партій полягає в тому, що араби не зацікавлені в реальному мирі між Ізраїлем та арабськими країнами, угоди в Осло лише спосіб послабити Ізраїль, а терор можна перемогти тільки силовим рішенням. Більшість правих партій підтримують ідею Великого Ізраїлю і тим самим виступають проти руйнування єврейських поселень на окупованих територіях.
Більшість релігійних партій Ізраїлю відносить себе до правого флангу, хоча є і меншість, як Меймад, що стоїть на лівих позиціях.
В економічних питаннях переваги правих варіюються від тетчеризму до соціал-демократії.

### Ліві партії
Ліві партії представлені партіями Авода, Мерец і Хадаш. Вони вірять у можливість мирного процесу на Близькому Сході і в дипломатичне вирішення арабо-ізраїльських проблем. Ліві виступають за поділ країни й утворення незалежної палестинської держави на території Гази, Юдеї і Самарії. Ультраліві партії виступають за одну державу двох народів, єврейської та палестинської, на території сучасного Ізраїлю.
Ліві партії виступають за відділення релігії від держави, за більший лібералізм в питаннях суспільства і держави. Економічні переваги лівого табору варіюються від комунізму до соціал-демократії і м'якого капіталізму.

### Партії центру
Партії центру, представлені в кнесеті фракцією Кадіма, поєднують в собі як недовіру до арабських партнерів мирного процесу, так і ліву ідею відступу з територій, підтримку будівництва розділової стіни і план одностороннього розмежування.
В економічних питаннях партії центру виступають за велику лібералізацію економіки і капіталістичний шлях розвитку країни.[джерело?]

### Секторіальні партії
Секторіальні партії в кнесеті представлені релігійними фракціями ШАС, Дегель а-Тора і Агудат Ісраель. Їх відносять до правого флангу в питаннях релігії і держави. Релігійні партії підтримують ідею соціальної держави і збільшення допомоги слабким верствам ізраїльського суспільства.
До того ж до секторальних партіям відносять арабські фракції Балад, Раам і Тааль. Вони виступають проти ідей сіонізму та проти присутності єврейських поселень на Західному березе річки Йордан. Арабські партії виступають за перетворення Ізраїлю в двонаціональну державу і стоять на позиціях панарабізму (Балад) або ісламізму (Раам).
До секторальних партіям відносили і партії репатріантів з СРСР і СНД: Ісраель ба-Алія, Наш дім Ізраїль і Демократичний вибір Ізраїлю.